# Nickelschneebergit
Nickelschneebergit ist ein sehr selten vorkommendes Mineral aus der Mineralklasse der „Phosphate, Arsenate, Vanadate“.
Es kristallisiert im monoklinen Kristallsystem mit der chemischen Zusammensetzung BiNi2(AsO4)2(OH)·H2O. Nickelschneebergit stellt damit das Nickel-Analogon des Schneebergits (BiCo2(AsO4)2(OH)·H2O) dar und entwickelt ähnlich wie dieser nur mikroskopisch kleine Kristalle bis etwa 0,5 mm Größe mit faserigem, radialstrahligem bis lamellarem Habitus. Die Farbe hängt vom Anteil des beigemengten Eisens ab und schwankt zwischen Gelborange und Gelblichbraun bis Olivbraun oder Beige.

## Etymologie und Geschichte
Erstmals gefunden wurde Nickelschneebergit zusammen mit Schneebergit 1999 am Roten Berg bei Schneeberg in Sachsen und beschrieben durch Werner Krause, Heinz-Jürgen Bernhardt, Herta Effenberger und Thomas Witzke, die das Mineral nach seiner Zusammensetzung und damit nahen Verwandtschaft zum Schneebergit benannten. Als eigenständiges Mineral anerkannt wurde es noch im selben Jahr unter der Antrags-Nummer IMA1999-028. Veröffentlicht wurden die Untersuchungsergebnisse und der anerkannte Name Schneebergit 2002 im „European Journal of Mineralogy 14“ unter dem Titel Schneebergite and nickelschneebergite from Schneeberg, Saxony, Germany: the first Bi-bearing members of the tsumcorite group.

## Klassifikation
Die aktuelle Klassifikation der International Mineralogical Association (IMA) zählt den Nickelschneebergit zur Tsumcoritgruppe mit der allgemeinen Formel Me(1)Me(2)2(XO4)2(OH,H2O)2, in der Me(1), Me(2) und X unterschiedliche Positionen in der Struktur der Minerale der Tsumcoritgruppe mit Me(1) = Pb2+, Ca2+, Na+, K+ und Bi3+; Me(2) = Fe3+, Mn3+, Cu2+, Zn2+, Co2+, Ni2+, Mg2+ und Al3+ und X = As5+, P5+, V5+ und S6+ repräsentieren. Zur Tsumcoritgruppe gehören neben Nickelschneebergit noch Cabalzarit, Cobaltlotharmeyerit, Cobalttsumcorit, Ferrilotharmeyerit, Gartrellit, Helmutwinklerit, Kaliochalcit, Krettnichit, Lotharmeyerit, Lukrahnit, Manganlotharmeyerit, Mawbyit, Mounanait, Natrochalcit, Nickellotharmeyerit, Nickeltsumcorit, Phosphogartrellit, Rappoldit, Schneebergit, Thometzekit, Tsumcorit, Yancowinnait und Zinkgartrellit.
In der Systematik der Minerale nach Strunz (9. Auflage) gehört der Nickelschneebergit zur Abteilung der „Wasserhaltigen Phosphate ohne fremde Anionen“.
Seit der 2001 erfolgten Überarbeitung der Strunz'schen Mineralsystematik in der 9. Auflage ist diese Abteilung allerdings präziser unterteilt nach der Größe der an der Verbindung beteiligten Kationen und dem Stoffmengenverhältnis Phosphat-, Arsenat- bzw. Vanadat-Komplex zu Kristallwasser. Der Nickelschneebergit findet sich entsprechend in der neuen Unterabteilung „Mit großen und mittelgroßen Kationen, RO4 : H2O = 1 : 1“, wo er zusammen mit Cabalzarit, Cobaltlotharmeyerit, Cobalttsumcorit, Ferrilotharmeyerit, Krettnichit, Lotharmeyerit (Rd), Manganlotharmeyerit, Mawbyit, Mounanait, Nickellotharmeyerit, Schneebergit, Thometzekit und Tsumcorit die unbenannte Gruppe 8.CG.15 bildet.
Die im englischen Sprachraum gebräuchliche Systematik der Minerale nach Dana ordnet den Nickelschneebergit ebenfalls in die Klasse der „Phosphate, Arsenate und Vanadate“, dort allerdings in die Abteilung der „Hydratisierten Phosphate etc., mit der allgemeinen Formel A2+(B2+)2(XO4)·x(H2O)“, wo er zusammen mit Tsumcorit, Helmutwinklerit, Thometzekit, Mawbyit, Rappoldit, Schneebergit und Cobalttsumcorit die „Helmutwinklerit-Untergruppe“ mit der System-Nr. 40.02.09 bildet.

## Kristallstruktur
Nickelschneebergit kristallisiert monoklin in der Raumgruppe C2/m (Raumgruppen-Nr. 12) mit den Gitterparametern a = 8,995 Å; b = 6,207 Å; c = 7,462 Å und β = 115,00° sowie zwei Formeleinheiten pro Elementarzelle.

## Bildung und Fundorte

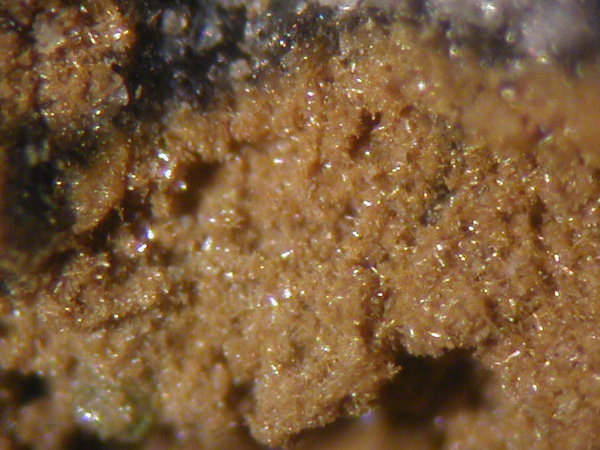
Nickelschneebergit vom Roten Berg, Schneeberg, Erzgebirge, Sachsen

Nickelschneebergit bildet sich in der Oxidationszone von Bismut-Lagerstätten. Begleitminerale sind unter anderem Bariopharmakosiderit, Ferrilotharmeyerit, Preisingerit, Skorodit und Waylandit.
Bisher (Stand: 2017) konnte Nickelschneebergit nur an seiner Typlokalität Roter Berg nachgewiesen werden.